# الاتحاد الفلسطيني للجودو
الاتحاد الفلسطيني للجودو هو اتحاد رياضي تأسس في بيروت بلبنان عام 1975، وحظي بعضوية الاتحاد العربي للجودو في عام 1977، ثم انضم لعضوية الاتحاد الدولي للجودو في عام 1985. أعيد تأسيس الاتحاد بعد وصول السلطة الوطنية الفلسطينية إلى سدة الحكم. يقع المقر الرئيسي للاتحاد الفلسطيني للجودو في مدينة القدس، ولكنه يمتلك فروعا له في مناطق أخرى من الضفة الغربية وقطاع غزة، ويشغل جهاد عويضة في الوقت الحالي منصب رئيس الاتحاد.

## لمحة تاريخية
عرف الفلسطينيون الرياضات القتالية اليابانية لأول مرة في ثلاثينيات القرن العشرين من خلال لعبة انتشرت آنذاك كانت تعرف بلعبة البودو، والتي كانت مزيجا من رياضات الجودو والكاراتيه والتايكوندو. انتشرت اللعبة في أرجاء مدينتي يافا والقدس على أيدي ثلاثة من الشباب هم محمود المغربي، وداوود البغدادي، ويوسف الزيتاوي، والذين كانوا يدربون الشباب الفلسطيني على اللعبة بصورة سرية إلى أن وقعت النكبة عام 1948 فتوقف نشاط اللعبة حتى بدايات عام 1956 عندما حاول حسن المغربي، نجل محمود المغربي، إعادة إحياء اللعبة فأنشأ نادي جودو ستار في مدينة القدس، والذي استطاع أن يصبح ناديا معترفا به من هيئة الجودو البريطانية في عام 1958، وتشكل من خلاله أول فريق فلسطيني لرياضة الجودو. توقف نشاط اللعبة داخل فلسطين من جديد في أعقاب حرب عام 1967، ولكن مع تأسيس المجلس الأعلى الفلسطيني للشباب والرياضة في عام 1968 أعيد إحياء معظم الألعاب وتشكلت الاتحادات الرياضية خارج فلسطين ومن بينها الاتحاد الفلسطيني لألعاب الجودو والكاراتيه والتايكوندو الذي تأسس في عام 1972، وانبثقت منه اتحادات الألعاب الثلاث كهيئات فرعية، فتأسس الاتحاد الفلسطيني للجودو في العاصمة اللبنانية بيروت عام 1975، وفي عام 1982 أعيد تشكيل اتحاد الرياضات القتالية الثلاث، وفي عام 1989 انفصلت الرياضات الثلاث وأصبح لكل منها اتحاد مستقل فاستقل الاتحاد الفلسطيني للجودو وأعيد تأسيسه من جديد بعد وصول السلطة الوطنية الفلسطينية لسدة الحكم.

## الأنشطة
يتولى الاتحاد الفلسطيني للجودو إدارة رياضة الجودو الفلسطينية وتمثيلها داخليًا وخارجيًّا، وإعداد المنتخب الفلسطيني للجودو، وتقديم الدعم وتوفير ما يلزم من أجهزة ومدربين للفرق والأندية والمراكز المنتسبة له والتي تمارس رياضة الجودو في كل من الضفة الغربية وقطاع غزة.

## البطولات
ينظم الاتحاد الفلسطيني للجودو العديد من الفعاليات والبطولات المحلية في اللعبة، كما يتولى الإشراف على الدورات والبطولات التنشيطية التي تنظمها بعض الأندية والمراكز المنتسبة له، ومن أهم البطولات التي ينظمها الاتحاد ما يلي:
- بطولة الجودو المركزية للمحافظات الجنوبية: أقيمت للمرة الأولى بصالة نادي خدمات جباليا في محافظة شمال قطاع غزة عام 2017.[4]

## الهيكل التنظيمي
يتكون الهيكل الإداري للاتحاد الفلسطيني للجودو من هيئة يتم انتخابها كل أربعة سنوات تحت إشراف اللجنة الأولمبية الفلسطينية، ووزارة الشباب والرياضة الفلسطينية، وتتكون الجمعية العمومية للاتحاد من الأندية والمراكز والجمعيات المسجلة في الاتحاد والمستوفية لكافة شروط العضوية والمعتمدة من الجهات الرسمية الفلسطينية، إلى جانب أعضاء مجلس إدارة الاتحاد، واثنين من الكفاءات الرياضية يرشحهما أعضاء مجلس إدارة الاتحاد، ويُعقد اجتماع الهيئة العامة للاتحاد الفلسطيني للجودو سنويا في موعد يحدده مجلس إدارة الاتحاد خلال الشهرين التاليين للسنة المالية للاتحاد.

## الأندية المنتسبة للاتحاد
ينتسب للاتحاد الفلسطيني للجودو الأندية التالية:
| اسم النادي                | المدينة  |
| ------------------------- | -------- |
| نادي القدس الرياضي        | القدس    |
| نادي شباب زعترة           | بيت لحم  |
| نادي الفردوس              | الخليل   |
| المركز الفلسطيني للجودو   | رام الله |
| جمعية الشبان المسلمين     |          |
| نادي الهلال المقدس        | القدس    |
| جمعية شباب البلدة القديمة | القدس    |
| نادي جبل الزيتون          | القدس    |
| نادي الشرطة               | غزة      |

## الرؤساء
يوضح الجدول التالي قائمة رؤساء الاتحاد الفلسطيني للجودو منذ تأسيسه وحتى الآن:
| الرئيس        | تاريخ تولي المنصب | تاريخ ترك المنصب |
| ------------- | ----------------- | ---------------- |
| هاني الحلبي   |                   | 2014             |
| زياد ابو صبيح |                   |                  |
| جهاد عويضة    |                   | حتى الآن         |